# Резников, Андрей Сергеевич
Андрей Сергеевич Резников (прозвище «Рыжик»; 17 октября 1980, Ленинград) — петербургский музыкант, один из основателей группы Billy’s Band. Играет на электрогитаре, домре, тамбурине и оркестровых тарелках. Имеет яркий сценический образ с экспрессивной манерой игры на гитаре, подвижной мимикой и прической-«пальмой».
Андрей окончил Санкт-Петербургский государственный университет культуры и искусств, играл в гранджевой группе «Пятно» и панк-рок команде «День Д». В 1999 году работал арт-директором в клубе «Boom Brothers», где и познакомился с Билли Новиком, с которым они основали группу Billy’s Band.
С 28 августа 2012 год по сентябрь 2018 года был женат на петербургском фотографе Софье Резниковой (Ивановой).
В начале 2023 года объявил о своём уходе из группы Billy’s band.

## Дискография
В составе Billy’s Band Андрей «Рыжик» участвовал в записи следующих альбомов:
- 2002 — Играя в Тома Уэйтса/Being Tom Waits
- 2003 — Парижские сезоны
- 2003 — Открытка от… (live)
- 2004 — Немного Смерти, Немного Любви
- 2004 — Оторвёмся по-питерски (single)
- 2005 — Оторвемся по-питерски
- 2005 — Играя в Тома Уэйтса (переиздание) / Being Tom Waits (remastering)
- 2006 — Блюз в голове (live)
- 2006 — Счастье есть! (single)
- 2007 — Весенние обострения
- 2007 — Чужие (Альбом кавер-версий)
- 2008 — Отоспимся в гробах (single)
- 2008 — Купчино — столица мира (The best of)
- 2009 — Осенний алкоджаз
- 2010 — Блошиный рынок
- 2010 — The Best Of Billy’s Band (Vynil LP)